# Maria Basaglia
Maria Basaglia (* 12. Juni 1912 in Cremona; † 5. März 1998 in Santhià) war eine italienische Drehbuchautorin und Filmregisseurin. Sie war einer der wenigen weiblichen Regisseure ihrer Zeit.

## Leben
Basaglia arbeitete in den 1930er Jahren als Synchronregisseurin und schrieb zwischen 1939 und 1944 die Drehbücher zu etlichen Filmen, vor allem zu denen ihres Mannes Marcello Albani. Weitestgehend vergessen, sind sie Beispiele für die Filmproduktion der kurzlebigen Republik von Salo. Beider Engagement für diese führte dazu, dass nach dem Kriege, bis auf zwei Filme, bei denen sie auch den Regiestuhl besetzte, keine Angebote mehr gab. Basaglia wanderte so mit ihrem Mann 1957 nach Brasilien aus. Mit ihm zusammen gründete sie dort die Produktionsgesellschaft Paulistánia Films, die sie 1964 verkauften, und führte bei zwei Filmen Regie. 1978 lebte sie in São Paulo; zwanzig Jahre später starb sie.

## Filmografie

### Regisseurin
- 1953: Sua altezza ha detto no
- 1956: Sangue di zingara
- 1957: O Pão Que o Diabo Amassou
- 1958: Macumba na alta

### Drehbuchautorin (Auswahl)
- 1939: Die Nacht der Vergeltung (Angélica)